# Leptostylis longiflora
Leptostylis longiflora är en tvåhjärtbladig växtart som beskrevs av George Bentham. Leptostylis longiflora ingår i släktet Leptostylis och familjen Sapotaceae. Inga underarter finns listade i Catalogue of Life.